# (2162) Anhui
(2162) Anhui ist ein Asteroid des Hauptgürtels, der am 30. Januar 1966 am Purple-Mountain-Observatorium in Nanjing entdeckt wurde.
Der Asteroid ist nach der chinesischen Provinz Anhui benannt.